# Cyprinotus fretensis
Cyprinotus fretensis är en kräftdjursart som först beskrevs av Brady 1870.  Cyprinotus fretensis ingår i släktet Cyprinotus och familjen Cyprididae. Inga underarter finns listade i Catalogue of Life.